# Дішу

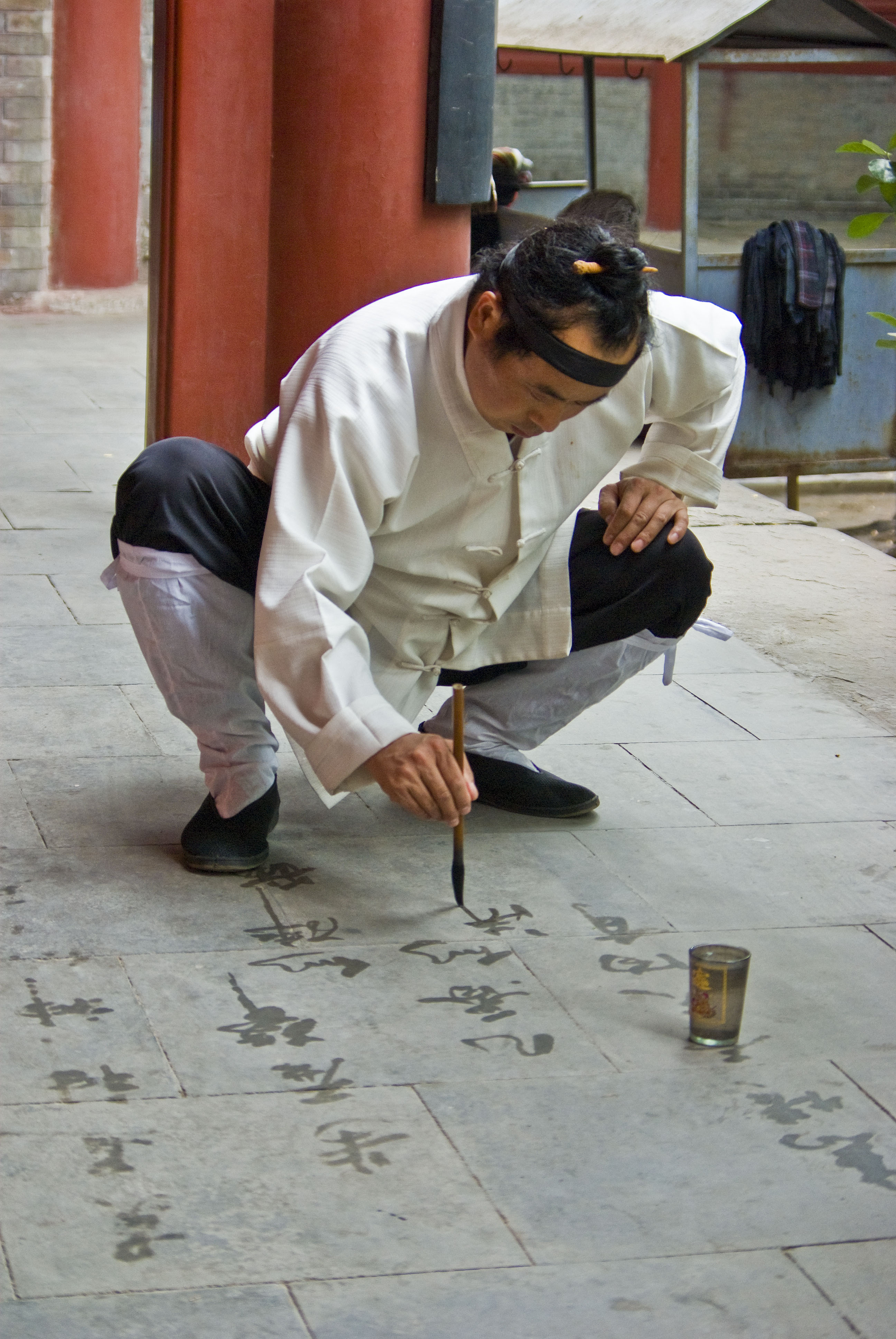
Даосистський чернець практикує китайську каліграфію водою на камені. На думку прихильників вчення, водна каліграфія, як і пісочна мандала, розкриває ефемерну природу фізичної реальності

Дішу, водяна каліграфія (кит. спр. 地书, буквально «писати на землі» або «вулична каліграфія») — ритуальна китайська каліграфія водою на камені, при якій написане через деякий час зникає. Також є популярним, широко поширеним, екологічним, зручним та економним способом вивчення китайської каліграфії в Китаї. У Пекіні, Шанхаї, Сіані, Ханчжоу, Сучжоу та багатьох інших містах він широко доступний у багатьох парках протягом усього дня.

## Учасники
Дішу, як і пісочну мандалу, використовують у даосистських монастирях з метою розкриття ефемерної природи реальності.
В громадських парках учасниками здебільшого є пенсіонери, літні люди та діти.

## Галерея

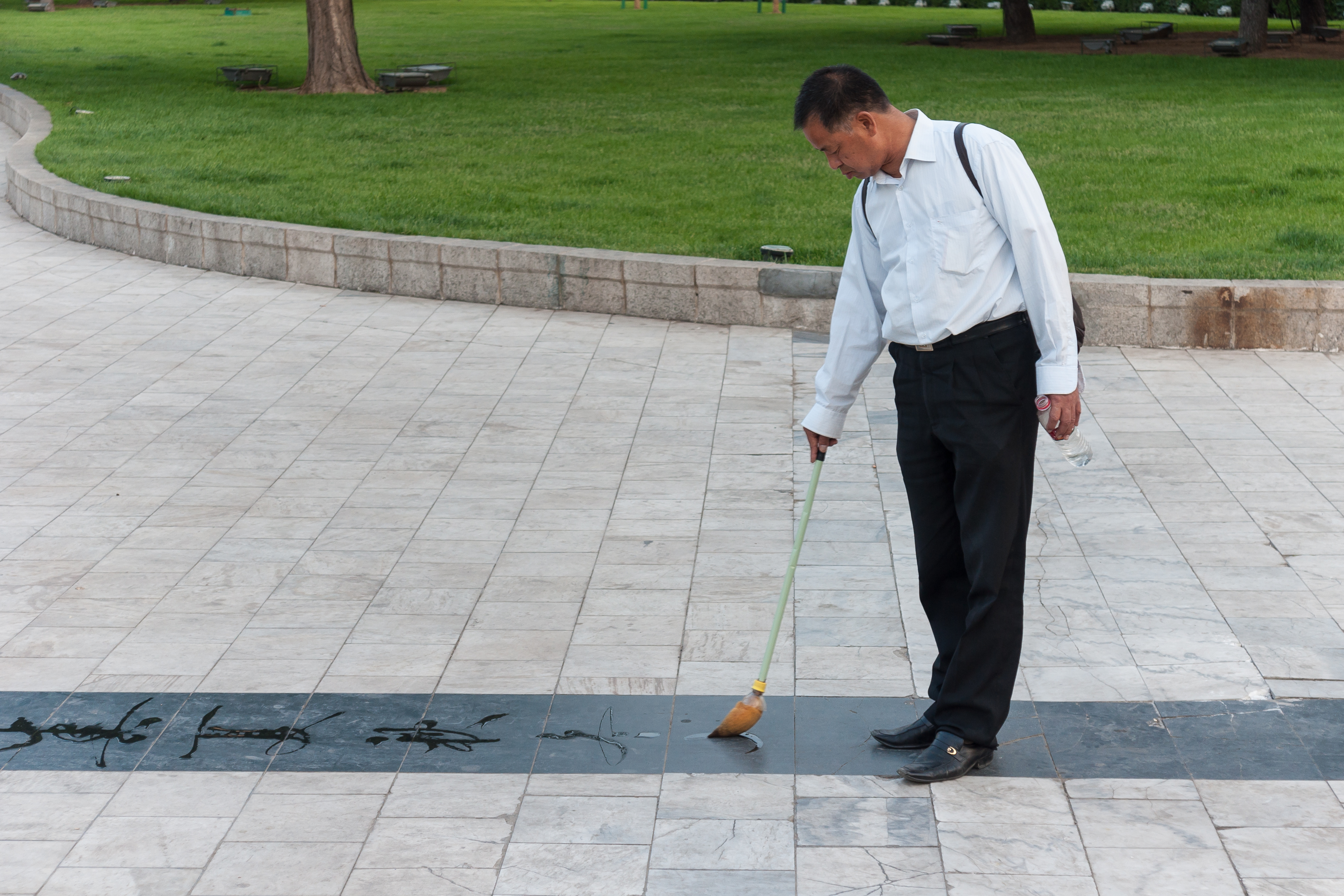
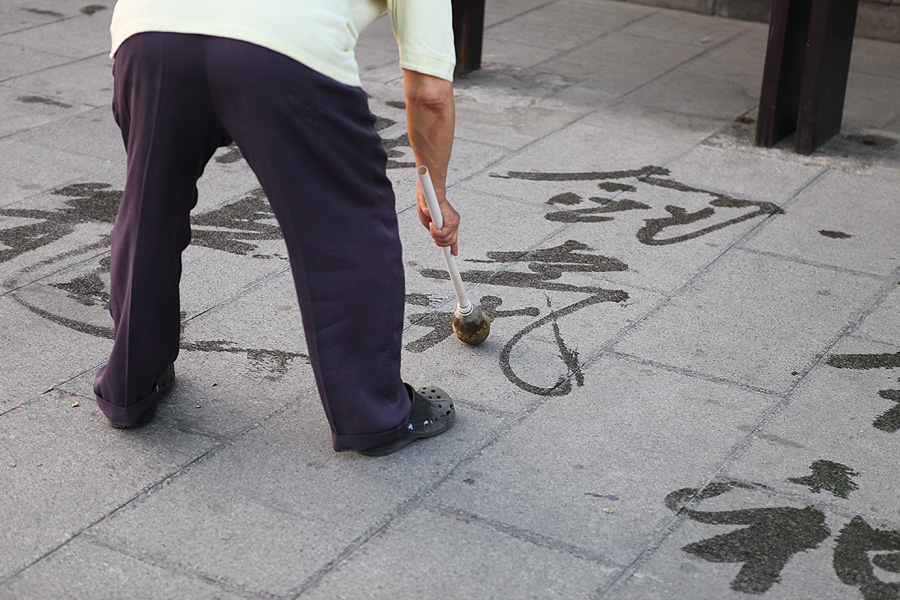
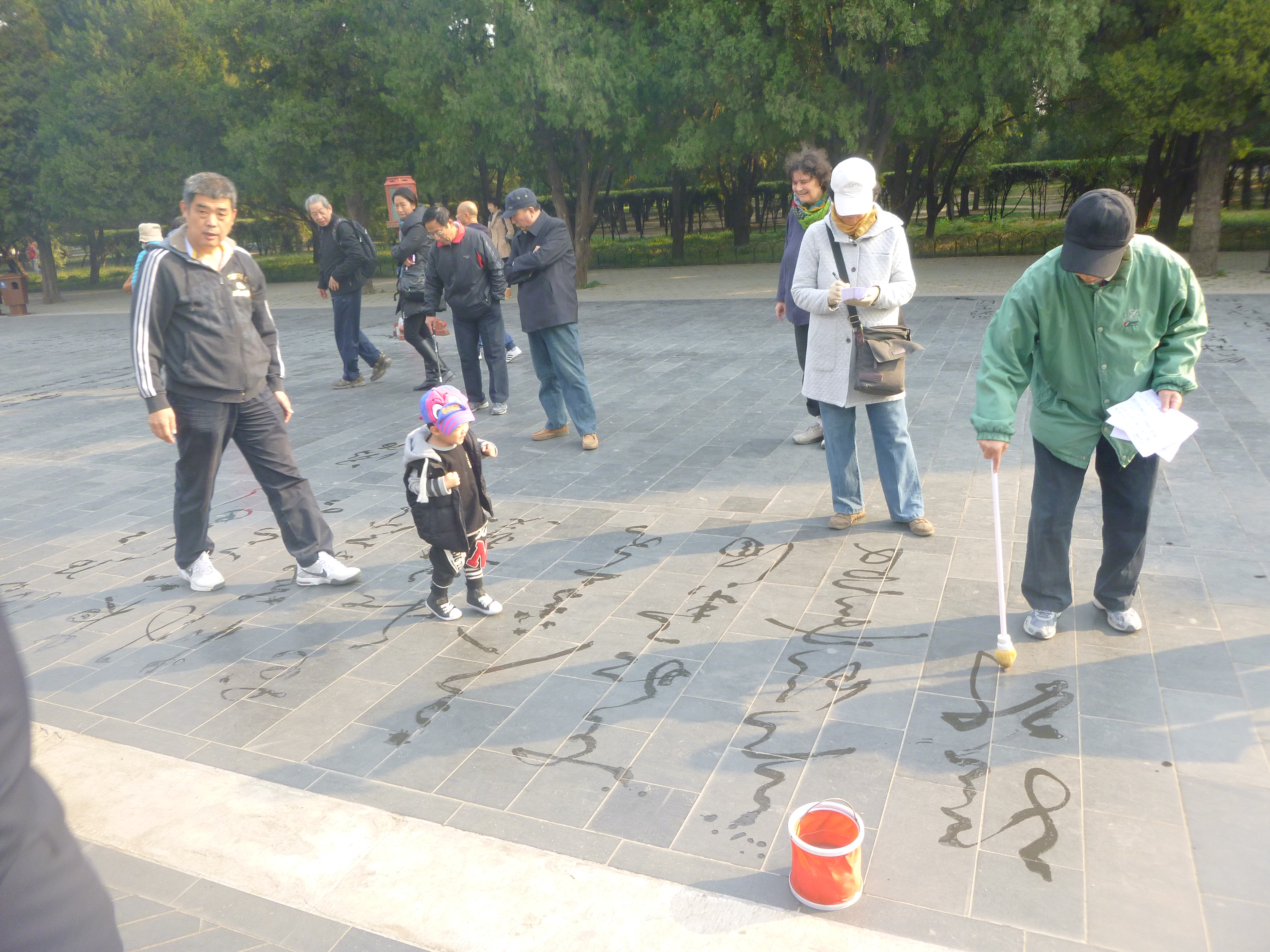